# 小行星5912
小行星5912（英語：5912 Oyatoshiyuki）是一颗围绕太阳公转的小行星。1989年12月20日，新島恒男、浦田武在尾島町发现了此天体。
这颗小行星的绝对星等为334.9197127781408等。